# Paramahansa Yogananda
Paramahansa Yogānanda, nato Mukunda Lal Ghosh (in hindī परमहंस योगानन्‍द, Paramahaṃsa Yogānan‍da; Gorakhpur, 5 gennaio 1893 – Los Angeles, 7 marzo 1952), è stato un filosofo, mistico e scrittore indiano.

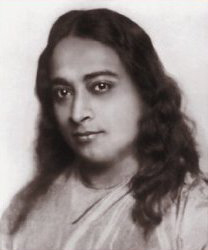
Paramahansa Yogananda

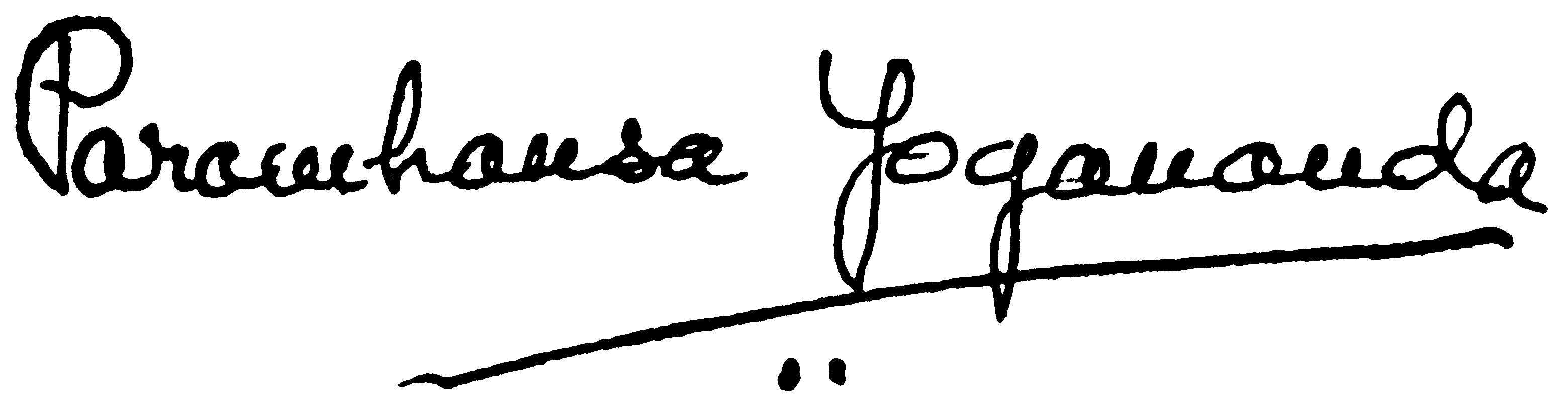
Firma di Paramahansa Yogananda

Yogi e Guru di fama internazionale, ha trascorso gran parte della sua vita negli Stati Uniti d'America, dove ha introdotto molti degli insegnamenti sulla meditazione del Kriyā Yoga, resi celebri soprattutto dalla diffusione del suo libro, Autobiografia di uno yogi, tradotto in 35 lingue.

## Biografia

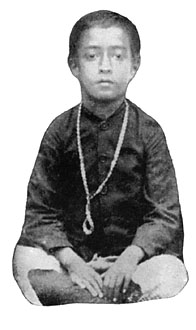
Yogananda all'età di sei anni.

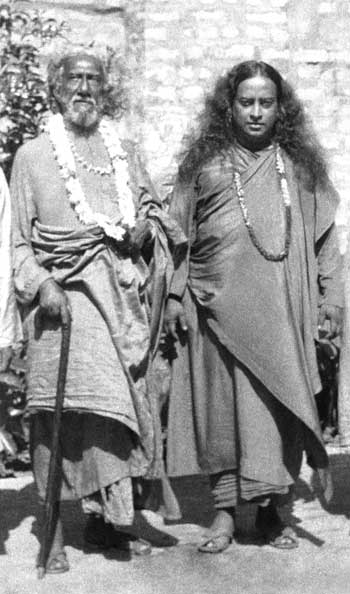
Yogananda col suo maestro Sri Yukteswar.

Nato in un'agiata famiglia del Bengala, Mukunda nel 1910 divenne discepolo di Swami Sri Yukteswar Giri, a sua volta discepolo di Lahiri Mahasaya come lo erano anche i suoi genitori. Spinto dal desiderio di trovare Dio, fin dall'infanzia manifestò interessi spirituali a parenti e conoscenti. Laureatosi nel 1915 presso l'università di Calcutta, entrò nell'ordine monastico degli Swami ricevendo il nome di Swami Yogananda (letteralmente «beatitudine», cioè ananda, «attraverso la divina unione», ossia yoga).
Due anni dopo fondò la Yogoda Satsanga Society of India (YSS), ed una scuola maschile a Ranchi.
Nel 1920 giunse a Boston, negli Stati Uniti, in qualità di delegato indiano al "Congresso dei Religiosi Liberali", organizzato da un'associazione unitariana. Il suo intervento al Congresso, fu accolto con grande partecipazione ed entusiasmo. Sempre nel 1920 pose le basi dell'organizzazione Self-Realization Fellowship, che dal 1925 avrebbe avuto sede stabile a Los Angeles, con lo scopo di diffondere nel mondo la sacra scienza del Kriyā Yoga, secondo le rivelazioni ricevute – oltre che dal suo maestro – anche dal santo himalayano Mahavatar Babaji, uno yogi ritenuto immortale.
Negli Stati Uniti si dedicò alla diffusione di questa disciplina, tenendo lezioni e conferenze in cui illustrava i precetti, integrati con il Cristianesimo, dell'antica filosofia Vedica e dell'Induismo. Nei suoi discorsi, Yogananda faceva molti riferimenti a Gesù, a San Francesco d'Assisi e ad altri santi e profeti dell'Antico e del Nuovo Testamento. In questo periodo diede a migliaia di persone l'iniziazione al Kriya Yoga. Tutt'oggi esistono numerosi centri SRF nel mondo dove gli studenti e dei devoti possono applicare insieme i suoi insegnamenti e condividere la sua eredità spirituale.

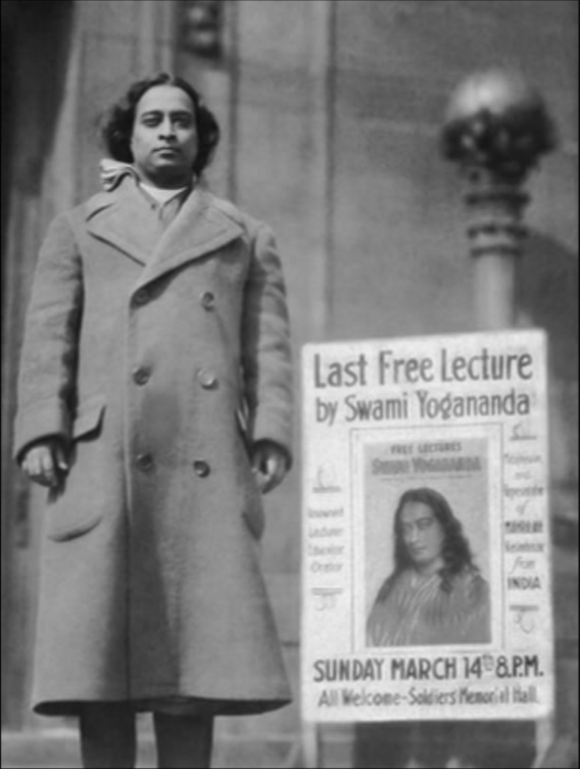
Yogananda in America nel 1925.

L'anno 1935 segna l'inizio di un lungo viaggio di 18 mesi tra l'Europa e l'India, nel corso del quale Yogananda ebbe modo di conoscere diverse personalità carismatiche: in Occidente, rimase fortemente colpito dall'incontro con la mistica tedesca Teresa Neumann. Entrò poi in stretto contatto con molte altre personalità del tempo, tra cui Rabindranath Tagore e il Mahatma Gandhi. Con quest'ultimo condivise gli ideali della resistenza passiva e della non violenza, come testimonia un suo breve pensiero:
Confidando in Dio anziché nei cannoni, hai compiuto un'impresa senza precedenti nella storia: hai liberato una grande nazione dal dominio straniero senza odio ne spargimento di sangue.

Quando sei caduto morente al suolo – tre pallottole esplose dall'arma di un pazzo contro il tuo fragile corpo consumato dal digiuno – le tue mani si sono sollevate spontaneamente in un dolce gesto di perdono [...] La non violenza è nata fra gli uomini e continuerà a vivere; è la messaggera della pace nel mondo.»
(Paramahansa Yogananda, Sussurri dall'Eternità, trad. it., Roma, Astrolabio, 1998)
Il mahatma chiese a Yogananda l'iniziazione al Kriyā Yoga, la sua particolare tecnica meditativa che permette di avanzare molto rapidamente nel processo evolutivo, come viene spiegato in un capitolo di Autobiografia di uno yogi. In quegli anni il suo guru Sri Yukteswar gli conferì anche il più alto titolo monastico e onorifico indù, quello di Paramahansa, che significa «Cigno Supremo».

### La morte
Paramahansa Yogananda morì improvvisamente a Los Angeles, in California, il 7 marzo 1952, al termine del discorso pronunciato al Biltimore Hotel dopo un banchetto organizzato in onore dell'ambasciatore dell'India, Binay Ranjan Sen.
Come per altri santi, i suoi discepoli ritengono abbia ottenuto il  mahasamadhi  o samadhi supremo che secondo la tradizione indù avviene quando uno yogi lascia volontariamente il corpo per fondersi con il divino universale tramite il sahasrāracakra. La causa ufficiale della morte fu attacco cardiaco causato da sindrome coronarica acuta.
Tra i miracoli a lui attribuiti vi fu il fatto che ancora venti giorni dopo la morte di Yogananda il suo corpo non presentasse nessun segno di decomposizione, prima di venire sepolto nel cimitero californiano di Forest Lawn Memorial Park.
I suoi discepoli lo considerarono un segno dei benefici del kriya yoga, da lui assiduamente praticato, attestabili non solo nella vita ma anche nella morte.

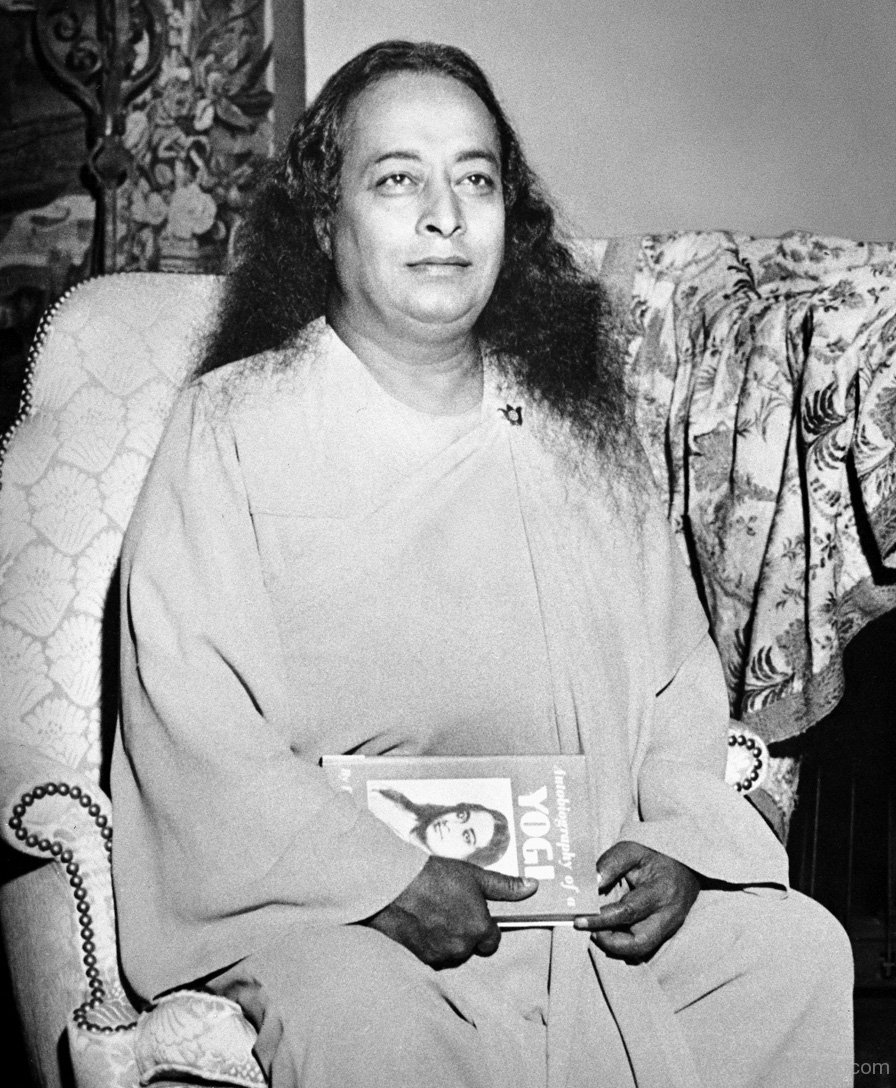
Yogananda nel 1950.

Harry T. Rowe, direttore del cimitero dove il corpo giace tuttora, inviò alla Self Realization Fellowship una lettera ufficiale della quale sono riportati alcuni brani:
Il suo corpo non ha mai emanato l'odore della decomposizione. [...] Il 27 marzo, quando il coperchio di bronzo fu abbassato sulla bara, l'aspetto fisico di Yogananda appariva identico a quello del 7 marzo. Era ancora intatto e incontaminato, esattamente come appariva la notte della morte. Il 27 marzo non avevamo ragioni evidenti per affermare che il suo corpo avesse subito alcuna visibile forma di decomposizione. Per questi motivi dichiariamo nuovamente che, alla luce della nostra esperienza, il caso di Paramahansa Yogananda è da considerarsi unico.»
(Da una lettera del direttore Harry T. Rowe del 16 maggio 1952, pubblicata anche sul Time del 4 agosto 1952)

### Fortuna
Gli insegnamenti di Paramahansa Yogananda sono contenuti in molti suoi libri e lezioni. L'Autobiografia di uno yogi è una delle opere sulla filosofia indiana più famose e apprezzate in Occidente, ed è divenuto un vero e proprio best seller spirituale. La prima edizione è stata pubblicata negli Stati Uniti nel 1946 e l'edizione definitiva nel 1951. Questo libro è stato pubblicato in tutto il mondo e tradotto in numerose lingue. La prima edizione italiana risale al 1951, la seconda al 1962.
Il libro e il suo autore ebbero grande risonanza in Occidente soprattutto negli anni sessanta e anni settanta, per via delle connessioni fra la filosofia indiana e il pensiero hippie; tra l'altro, Yogananda è uno dei personaggi che appaiono nella copertina di Sgt. Pepper's Lonely Hearts Club Band, il capolavoro dei Beatles, e la sua opera ispirò uno dei più complessi lavori degli Yes, Tales from Topographic Oceans.

## La "scienza" delkriya yoga
Paramahansa Yogananda è noto soprattutto per aver cercato di riunificare la religiosità orientale induista con quella cristiana occidentale, presentando gli insegnamenti della sua dottrina in forma di scienza, utilizzando un linguaggio idoneo all'epoca contemporanea.
Il nucleo dei suoi insegnamenti è costituito dal Kriyā Yoga («yoga dell'azione»), ossia una tecnica di meditazione basata sul respiro, il cui aspetto per l'appunto «scientifico» è dato dalla possibilità che essa offre non solo di conoscere Dio ma di poterlo realizzare concretamente.
Questa forma di yoga, appartenente ad antiche tradizioni induiste, sarebbe stata riabilitata dalla recente genealogia di maestri kriyaban inaugurata da Lahiri Mahasaya, il quale l'avrebbe appresa a sua volta dall'immortale Babaj. La linea di trasmissione spirituale in cui si inserisce Paramahansa Yogananda è dunque la seguente: 
- Babaji {\displaystyle \rightarrow } Lahiri Mahasaya {\displaystyle \rightarrow } Sri Yukteswar {\displaystyle \rightarrow } Paramahansa Yogananda {\displaystyle \rightarrow } i diretti discepoli di quest'ultimo,[2] tra cui si ricordano Daya Mata, Rajarsi Janakananda, Roy Eugene Davis, Swami Kriyananda.

## Organizzazioni

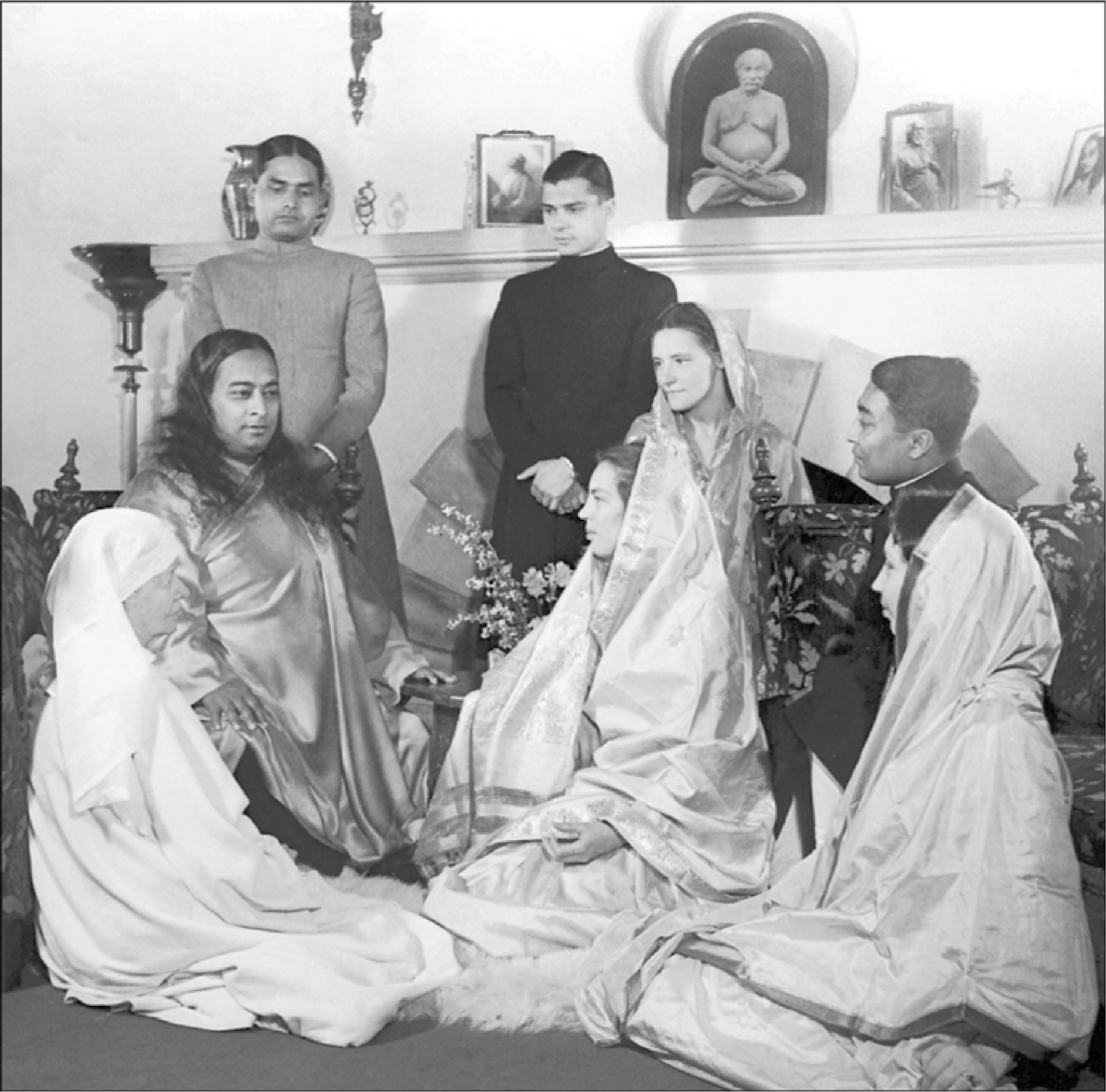
Yogananda nella Casa Madre della Self-Realization Fellowship a Los Angeles (1938)

L'organizzazione fondata da Paramahansa Yogananda, la Self-Realization Fellowship, pubblica i suoi scritti, le letture, materiali audio-video, e le Self-Realization Lessons che vengono spedite per uno studio a domicilio a chiunque le richieda. L'organizzazione comprende anche templi, ritiri e centri di meditazione in tutto il mondo.
Vengono fornite in generale informazioni sul Kriyā Yoga, sugli aspetti della vita di Yogananda, e altre su come ottenere forza e salute, quale dieta seguire, come sostituire cattive abitudini con buone, come farsi gli amici, come ottenere successo nella vita in campo sia materiale che spirituale, come entrare in comunione con Dio, come sviluppare il potere della mente incluse memoria e intuizione, tecniche di meditazione, fino all'apprendimento di ricette vegetariane.
Il Worldwide Prayer Circle è uno strumento di preghiera istituito da Paramahansa Yogananda stesso per aiutare coloro che ne hanno bisogno e tuttora portato avanti dai monaci, membri e amici della SRF.
Il quartier generale Orientale del lavoro di Paramahansa Yogananda, conosciuto come Yogoda Satsanga Society of India, è stabilito a Dakshineswar, vicino a Calcutta, e serve centri e gruppi di meditazione in tutta l'India.
Primo presidente dell'organizzazione è stato Paramahansa Yogananda stesso, seguito da Rajarsi Janakananda (1952-1955) e Sri Daya Mata (1955-2010). Sri Mrinalini Mata (2010-2017), discepola diretta di Paramahansa Yogananda dal 1945, è stata il quarto presidente e capo spirituale della Self-Realization Fellowship / Yogoda Satsanga Society of India. Anche lei è stata personalmente scelta e addestrata da Paramahansa Yogananda per guidare il lavoro dopo la sua scomparsa. «Lei è assistita da un Consiglio di Amministrazione, che comprende altri discepoli diretti di Yogananda da lui stesso addestrati.». Il quinto e attuale presidente della SRF è Brother Chidananda, scelto da Sri Daya Mata per succedere a Mrinalini Mata.

## Traduzioni in italiano
Le pubblicazioni ufficiali in lingua italiana sono edite dalla casa editrice Astrolabio-Ubaldini.
- Autobiografia di uno yogi, Roma, Astrolabio, 1951; 1962; 1971; con CD, 2009; 2016. ISBN 978-88-340-1571-1; Gualdo Tadino, Ananda, 2010. ISBN 978-88-88401-19-5.
- Il Maestro disse. Detti e consigli ai discepoli, Roma, Astrolabio-Ubaldini, 1970.
- Affermazioni scientifiche di guarigione, Roma, Astrolabio-Ubaldini, 1974.
- Meditazioni metafisiche, Roma, Astrolabio-Ubaldini, 1974.
- L'eterna ricerca dell'uomo, Roma, Astrolabio-Ubaldini, 1980.
- Il Vangelo di Gesù secondo Paramhansa Yogananda, 3 voll., Paternò, Vidyananda, 1985.
- La battaglia della meditazione. Interpretazione spirituale del primo capitolo della Bhagavad Gita, Paternò, Vidyananda, 1986.
- Bhagavad Gita. Interpretazione spirituale, 3 voll., Santa Maria degli Angeli, Vidyananda.
- La scienza della religione, Roma, Astrolabio-Ubaldini, 1992. ISBN 88-340-1079-5.
- Alimentazione yoga. Per il benessere di corpo, mente e anima. Con più di 400 ricette, Santa Maria degli Angeli, Vidyananda.
- Il vino del mistico. Le Rubaiyyàt di Omar Khayyàm. Un'interpretazione spirituale, Roma, Astrolabio-Ubaldini, 1995. ISBN 88-340-1179-1.
- Il divino romanzo, Roma, Astrolabio-Ubaldini, 1996. ISBN 88-340-1215-1.
- Momenti di verità, Vicenza, Il punto d'incontro, 1997; 2002. ISBN 88-8093-058-3.
- Sussurri dall'eternità, Roma, Astrolabio-Ubaldini, 1998. ISBN 88-340-1278-X; Gualdo Tadino, Ananda, 2011. ISBN 978-88-88401-70-6.
- Dove splende la luce, Roma, Astrolabio-Ubaldini, 2002. ISBN 88-340-1398-0.
- Nel santuario dell'anima. Come possiamo ottenere una risposta alle nostre preghiere, Roma, Astrolabio-Ubaldini, 2004. ISBN 88-340-1439-1.
- Conversazioni con Yogananda, Gualdo Tadino, Ananda, 2005. ISBN 88-88401-24-5; con DVD, 2011. ISBN 978-88-88401-72-0.
- Verso la realizzazione del Sé, Roma, Astrolabio-Ubaldini, 2006. ISBN 88-340-1481-2.
- Come essere sempre felici, Gualdo Tadino, Ananda, 2007. ISBN 88-88401-33-4.
- Aforismi per la vita, Firenze, Giunti Demetra, 2008. ISBN 978-88-440-3561-7.
- Come amare ed essere amati, Gualdo Tadino, Ananda, 2008. ISBN 978-88-88401-36-2.
- Come essere una persona di successo, Gualdo Tadino, Ananda, 2009. ISBN 978-88-88401-39-3.
- Diario spirituale. Una fonte di ispirazione per ogni giorno dell'anno, Roma, Astrolabio-Ubaldini, 2009. ISBN 978-88-340-1551-3.
- Come vincere le sfide della vita, Gualdo Tadino, Ananda, 2010. ISBN 978-88-88401-63-8.
- Lo yoga di Gesù. Come comprendere gli insegnamenti esoterici dei vangeli, Roma, Astrolabio-Ubaldini, 2011. ISBN 978-88-340-1600-8.
- Come essere sani e vitali, Gualdo Tadino, Ananda, 2012. ISBN 978-88-97586-01-2.
- Lo yoga della Bhagavad Gita, Roma, Astrolabio-Ubaldini, 2012. ISBN 978-88-340-1634-3.
- Due rane nei guai. Una fiaba di coraggio e speranza, Los Angeles, Self-Realization-Fellowship. ISBN 978-0-87612-125-2.
- La legge del successo, Los Angeles, Self-Realization-Fellowship. ISBN 978-0-87612-153-5.
- Come potete parlare con Dio, Los Angeles, Self-Realization-Fellowship. ISBN 978-0-87612-164-1.
- Date una nuova forma alla vostra vita, Los Angeles, Self-Realization-Fellowship. ISBN 978-0-87612-400-0.
- Concentrare il potere dell'attenzione sul successo, Los Angeles, Self-Realization-Fellowship. ISBN 978-0-87612-401-7.

## Filmografia
- Il sentiero della felicità (2014)